# Turn und Sportverein Hartberg 2022-2023
Questa voce raccoglie le informazioni riguardanti il Turn und Sportverein Hartberg nelle competizioni ufficiali della stagione 2022-2023.

## Stagione
Nella stagione 2022-2023 l'Hartberg, allenato da Klaus Schmidt e Markus Schopp, concluse il campionato di Bundesliga al 10º posto. In ÖFB-Cup l'Hartberg fu eliminato al secondo turno dal Dornbirn.

## Rosa
| N. |                    | Ruolo | Calciatore           |
| -- | ------------------ | ----- | -------------------- |
| 4  | Austria (bandiera) | C     | Maximilian Sellinger |
| 7  | Austria (bandiera) | C     | Fabian Wilfinger     |
| 8  | Austria (bandiera) | C     | Lukas Fadinger       |
| 10 | Kosovo (bandiera)  | A     | Donis Avdijaj        |
| 11 | Croazia (bandiera) | C     | Matija Horvat        |
| 12 | Austria (bandiera) | D     | Michael Steinwender  |
| 14 | Austria (bandiera) | D     | Christian Klem       |
| 16 | Austria (bandiera) | D     | Manfred Gollner      |
| 16 | Austria (bandiera) | D     | Mario Sonnleitner    |
| 17 | Austria (bandiera) | C     | Mario Kröpfl         |
| 18 | Austria (bandiera) | C     | Philipp Sturm        |
| 19 | Austria (bandiera) | A     | Jürgen Lemmerer      |
| 20 | Austria (bandiera) | D     | Manuel Pfeifer       |
| 21 | Austria (bandiera) | P     | Florian Faist        |
| 22 | Croazia (bandiera) | D     | Marin Karamarko      |
| 23 | Austria (bandiera) | C     | Tobias Kainz         |

| N. |                    | Ruolo | Calciatore         |
| -- | ------------------ | ----- | ------------------ |
| 24 | Austria (bandiera) | A     | Dario Tadić        |
| 25 | Austria (bandiera) | C     | Julian Halwachs    |
| 26 | Austria (bandiera) | A     | Jakob Kolb         |
| 27 | Austria (bandiera) | C     | Dominik Prokop     |
| 28 | Austria (bandiera) | C     | Jürgen Heil        |
| 29 | Austria (bandiera) | D     | Patrick Farkas     |
| 31 | Austria (bandiera) | D     | Thomas Rotter      |
| 32 | Mali (bandiera)    | C     | Ousmane Diakité    |
| 33 | Austria (bandiera) | C     | Dominik Frieser    |
| 35 | Austria (bandiera) | P     | Raphael Sallinger  |
| 39 | Austria (bandiera) | A     | Rene Kriwak        |
| 40 | Austria (bandiera) | P     | Fabian Ehmann      |
| 44 | Austria (bandiera) | P     | Maximilian Pußwald |
| 45 | Mali (bandiera)    | C     | Mamadou Sangare    |
| 70 | Francia (bandiera) | A     | Ruben Providence   |
| 77 | Austria (bandiera) | D     | Marcel Schantl     |

## Organigramma societario
Area tecnica
- Allenatore: Markus Schopp
- Allenatore in seconda: Andreas Lienhart, Alexander Marchat, Matthias Urlesberger
- Preparatore dei portieri: Christian Gratzei
- Preparatori atletici: Kevin Maritschnegg

## Calciomercato

### Sessione estiva
| Acquisti | Acquisti          | Acquisti         | Acquisti |
| R.       | Nome              | da               | Modalità |
| -------- | ----------------- | ---------------- | -------- |
| A        | Rene Kriwak       | Rapid Vienna     |          |
| C        | Dominik Frieser   | Cesena           |          |
| A        | Patrick Gante     | Roma U18         |          |
| A        | Jakob Knollmüller | Hoffenheim II    |          |
| A        | Ruben Providence  | Roma             |          |
| A        | Eylon Almog       | Maccabi Tel Aviv |          |
| D        | Marin Karamarko   | ?                |          |
| C        | Albert Ejupi      | Helsingborg      |          |
| C        | Lukas Fadinger    | Lafnitz          |          |
| P        | Elias Scherf      | Lafnitz          |          |

| Cessioni | Cessioni        | Cessioni          | Cessioni |
| R.       | Nome            | a                 | Modalità |
| -------- | --------------- | ----------------- | -------- |
| A        | Jürgen Lemmerer | Lafnitz           |          |
| A        | Donis Avdijaj   | Zurigo            |          |
| P        | Elias Scherf    | Amstetten         |          |
| C        | Youba Diarra    | Salisburgo        |          |
| A        | Gabriel Lemoine | La Louvière       |          |
| A        | Noel Niemann    | Arminia Bielefeld |          |
| D        | Marcel Schantl  | Hartberg II       |          |

### Sessione invernale
| Acquisti | Acquisti        | Acquisti      | Acquisti |
| R.       | Nome            | da            | Modalità |
| -------- | --------------- | ------------- | -------- |
| C        | Julian Halwachs | Liefering     |          |
| C        | Mamadou Sangare | Zulte Waregem |          |
| C        | Ousmane Diakité | Salisburgo    |          |
| A        | Donis Avdijaj   | Zurigo        |          |
| P        | Fabian Ehmann   | Horn          |          |
| D        | Manuel Pfeifer  | Lafnitz       |          |
| A        | Jürgen Lemmerer | Lafnitz       |          |

| Cessioni | Cessioni          | Cessioni         | Cessioni |
| R.       | Nome              | a                | Modalità |
| -------- | ----------------- | ---------------- | -------- |
| C        | Okan Aydın        | Debrecen         |          |
| A        | Patrick Gante     | Lafnitz          |          |
| A        | Jakob Knollmüller | Lafnitz          |          |
| A        | Eylon Almog       | Maccabi Tel Aviv |          |
| C        | Albert Ejupi      | Hapoel Hadera    |          |
| D        | Thomas Kofler     | Imst             |          |

## Risultati

### Bundesliga

#### Girone di andata
| Arbitro: | Kijas |

|                  |           |           |
| Avdijaj 45’, 77’ | Marcatori | 84’ Nuhiu |

| Arbitro: | Ebner |

|                              |           |           |
| Ogrinec 45’ Prica 55’ (rig.) | Marcatori | 37’ Aydın |

| Arbitro: | Lechner |

|  |           |                          |
|  | Marcatori | 50’ Fernando 61’ Capaldo |

| Arbitro: | Schüttengruber |

|                                                      |           |                 |
| Teixeira 41’ Anderson 44’ Fridrikas 67’ Cheukoua 90’ | Marcatori | 8’ (rig.) Tadić |

| Arbitro: | Altmann |

|                                              |           |           |
| Burgstaller 26’, 52’, 71’ Grüll 68’ Kühn 90’ | Marcatori | 45’ Aydın |

| Arbitro: | Kijas |

|                     |           |  |
| Almog 62’ Tadić 90’ | Marcatori |  |

| Graz 3 settembre 2022, ore 17:00 CEST 7ª giornata | Sturm Graz | 0 – 0 referto | Hartberg | Merkur Arena (11 427 spett.)\| Arbitro: \| Weinberger \| |
| Arbitro:                                          | Weinberger |               |          |                                                          |

| Arbitro: | Ebner |

|  |           |                                        |
|  | Marcatori | 24’ Gruber 57’ Jukić 67’ (aut.) Kofler |

| Arbitro: | Lechner |

|                                        |           |                  |
| Baribo 42’ Kerschbaumer 59’ Röcher 90’ | Marcatori | 24’ (rig.) Tadić |

| Arbitro: | Heiß |

|                             |           |                                        |
| Tadić 16’ (rig.) Kriwak 56’ | Marcatori | 3’ Rieder 45’ Wimmer 90’ (rig.) Irving |

| Arbitro: | Grobelnik |

|  |           |                                 |
|  | Marcatori | 55’ Kriwak 63’ Tadić 79’ Horvat |

#### Girone di ritorno
| Arbitro: | Untergasser |

|           |           |  |
| Nuhiu 90’ | Marcatori |  |

| Arbitro: | Spurny |

|             |           |                                                     |
| Fadinger 8’ | Marcatori | 34’, 57’ Prelec 36’ Sulzbacher 89’ Rogelj 90’ Prica |

| Arbitro: | Grobelnik |

|            |           |  |
| Okafor 48’ | Marcatori |  |

| Arbitro: | Sadikovski |

|                |           |               |
| Providence 58’ | Marcatori | 29’ Guenouche |

| Arbitro: | Ebner |

|           |           |                          |
| Aydın 44’ | Marcatori | 16’ Grüll 88’ Zimmermann |

| Arbitro: | Lechner |

|  |           |             |
|  | Marcatori | 79’ Frieser |

| Arbitro: | Muckenhammer |

|           |           |                         |
| Tadić 75’ | Marcatori | 11’ Sarkaria 44’ Horvat |

| Arbitro: | Gishamer |

|                                       |           |  |
| Tabaković 31’, 57’ (rig.) Fischer 62’ | Marcatori |  |

| Arbitro: | Pfister |

|                           |           |                   |
| Prokop 16’ Providence 90’ | Marcatori | 33’ (rig.) Baribo |

| Arbitro: | Jäger |

|         |           |  |
| Pink 9’ | Marcatori |  |

| Arbitro: | Altmann |

|                             |           |                       |
| Fadinger 29’ Providence 75’ | Marcatori | 36’ Žulj 88’ Ljubičić |

### Poule retrocessione

#### Girone di andata
| Arbitro: | Kijas |

|  |           |             |
|  | Marcatori | 28’ Grujcic |

| Arbitro: | Talic |

|             |           |                                 |
| Gragger 72’ | Marcatori | 19’ Avdijaj 63’ Heil 83’ Prokop |

| Arbitro: | Heiß |

|                     |           |                         |
| Heil 58’ Prokop 60’ | Marcatori | 10’ Gugganig 33’ Jurčec |

| Arbitro: | Jäger |

|                       |           |                      |
| Malone 64’ Boakye 76’ | Marcatori | 6’ Sangare 53’ Tadić |

| Arbitro: | Spurny |

|                  |           |             |
| Prica 10’ (rig.) | Marcatori | 90’ Avdijaj |

#### Girone di ritorno
| Arbitro: | Lechner |

|                                                                   |           |  |
| Providence 6’, 34’ Bacher 9’ (aut.) Avdijaj 39’ (rig.) Prokop 65’ | Marcatori |  |

| Arbitro: | Altmann |

|  |           |             |
|  | Marcatori | 13’ Sangare |

| Arbitro: | Spurny |

|  |           |                       |
|  | Marcatori | 38’ Malone 53’ Boakye |

| Arbitro: | Gishamer |

|                            |           |  |
| Providence 66’ Avdijaj 75’ | Marcatori |  |

| Arbitro: | Weinberger |

|                                                           |           |             |
| Fridrikas 15’, 40’ Berger 32’ Diaby 52’ (rig.) Schmid 86’ | Marcatori | 79’ Avdijaj |

### ÖFB-Cup
| Arbitro: | Semler |

|                 |           |                    |
| Hirschhofer 27’ | Marcatori | 32’ Aydın 35’ Heil |

| Arbitro: | Altmann |

|                                          |           |                           |
| Peixoto 32’ Stefanon 42’ Ibrišimović 87’ | Marcatori | 45’ Almog 90’ Steinwender |

## Statistiche

### Statistiche di squadra
| Competizione        | Punti | In casa | In casa | In casa | In casa | In casa | In casa | In trasferta | In trasferta | In trasferta | In trasferta | In trasferta | In trasferta | Totale | Totale | Totale | Totale | Totale | Totale | DR  |
| Competizione        | Punti | G       | V       | N       | P       | Gf      | Gs      | G            | V            | N            | P            | Gf           | Gs           | G      | V      | N      | P      | Gf     | Gs     | DR  |
| ------------------- | ----- | ------- | ------- | ------- | ------- | ------- | ------- | ------------ | ------------ | ------------ | ------------ | ------------ | ------------ | ------ | ------ | ------ | ------ | ------ | ------ | --- |
| Bundesliga          | 18    | 11      | 3       | 2       | 6       | 14      | 22      | 11           | 2            | 1            | 8            | 8            | 20           | 22     | 5      | 3      | 14     | 22     | 42     | -20 |
| Poule retrocessione | -     | 5       | 2       | 1       | 2       | 9       | 5       | 5            | 2            | 2            | 1            | 8            | 9            | 10     | 4      | 3      | 3      | 17     | 14     | +3  |
| ÖFB-Cup             | -     | 0       | 0       | 0       | 0       | 0       | 0       | 2            | 1            | 0            | 1            | 4            | 4            | 2      | 1      | 0      | 1      | 4      | 4      | 0   |
| Totale              | 18    | 16      | 5       | 3       | 8       | 23      | 27      | 18           | 5            | 3            | 10           | 20           | 33           | 34     | 10     | 6      | 18     | 43     | 60     | -17 |

### Andamento in campionato
| Giornata  | 1 | 2 | 3 | 4  | 5  | 6 | 7 | 8  | 9  | 10 | 11 | 12 | 13 | 14 | 15 | 16 | 17 | 18 | 19 | 20 | 21 | 22 |
| --------- | - | - | - | -- | -- | - | - | -- | -- | -- | -- | -- | -- | -- | -- | -- | -- | -- | -- | -- | -- | -- |
| Luogo     | C | T | C | T  | T  | C | T | C  | T  | C  | T  | T  | C  | T  | C  | C  | T  | C  | T  | C  | T  | C  |
| Risultato | V | P | P | P  | P  | V | N | P  | P  | P  | V  | P  | P  | P  | N  | P  | V  | P  | P  | V  | P  | N  |
| Posizione | 5 | 7 | 9 | 10 | 11 | 7 | 8 | 10 | 10 | 11 | 10 | 12 | 12 | 12 | 12 | 12 | 11 | 11 | 11 | 10 | 10 | 10 |

Legenda:

Luogo: C = Casa; T = Trasferta. Risultato: V = Vittoria; N = Pareggio; P = Sconfitta.

### Statistiche dei giocatori
| Giocatore      | ÖFB-Cup  | ÖFB-Cup | ÖFB-Cup     | ÖFB-Cup    | Bundesliga | Bundesliga | Bundesliga  | Bundesliga | Totale   | Totale | Totale      | Totale     |
| Giocatore      | Presenze | Reti    | Ammonizioni | Espulsioni | Presenze   | Reti       | Ammonizioni | Espulsioni | Presenze | Reti   | Ammonizioni | Espulsioni |
| -------------- | -------- | ------- | ----------- | ---------- | ---------- | ---------- | ----------- | ---------- | -------- | ------ | ----------- | ---------- |
| E. Almog       | 1        | 1       | 1           | 0          | 9          | 1          | 1           | 0          | 10       | 2      | 2           | 0          |
| D. Avdijaj     | 1        | 0       | 1           | 0          | 6          | 2          | 0           | 0          | 7        | 2      | 1           | 0          |
| O. Aydın       | 2        | 1       | 0           | 0          | 14         | 3          | 1           | 0          | 16       | 4      | 1           | 0          |
| O. Diakité     | 0        | 0       | 0           | 0          | 5          | 0          | 1           | 0          | 5        | 0      | 1           | 0          |
| F. Ehmann      | 0        | 0       | 0           | 0          | 0          | 0          | 0           | 0          | 0        | 0      | 0           | 0          |
| A. Ejupi       | 2        | 0       | 0           | 0          | 10         | 0          | 1           | 0          | 12       | 0      | 1           | 0          |
| P. Erhardt     | 0        | 0       | 0           | 0          | 0          | 0          | 0           | 0          | 0        | 0      | 0           | 0          |
| L. Fadinger    | 2        | 0       | 0           | 0          | 21         | 2          | 4           | 0          | 23       | 2      | 4           | 0          |
| F. Faist       | 0        | 0       | 0           | 0          | 0          | 0          | 0           | 0          | 0        | 0      | 0           | 0          |
| P. Farkas      | 1        | 0       | 0           | 0          | 15         | 0          | 4           | 0          | 16       | 0      | 4           | 0          |
| D. Frieser     | 0        | 0       | 0           | 0          | 17         | 1          | 3           | 0          | 17       | 1      | 3           | 0          |
| M. Gollner     | 1        | 0       | 1           | 0          | 5          | 0          | 0           | 0          | 6        | 0      | 1           | 0          |
| J. Halwachs    | 0        | 0       | 0           | 0          | 0          | 0          | 0           | 0          | 0        | 0      | 0           | 0          |
| J. Heil        | 2        | 1       | 1           | 0          | 20         | 0          | 5           | 0          | 22       | 1      | 6           | 0          |
| M. Horvat      | 2        | 0       | 1           | 0          | 18         | 1          | 3           | 1          | 20       | 1      | 4           | 1          |
| T. Kainz       | 2        | 0       | 0           | 0          | 21         | 0          | 3           | 0          | 23       | 0      | 3           | 0          |
| M. Karamarko   | 0        | 0       | 0           | 0          | 11         | 0          | 0           | 0          | 11       | 0      | 0           | 0          |
| C. Klem        | 1        | 0       | 0           | 0          | 4          | 0          | 0           | 0          | 5        | 0      | 0           | 0          |
| J. Knollmüller | 0        | 0       | 0           | 0          | 3          | 0          | 0           | 0          | 3        | 0      | 0           | 0          |
| T. Kofler      | 2        | 0       | 0           | 0          | 8          | 0          | 0           | 0          | 10       | 0      | 0           | 0          |
| J. Kolb        | 0        | 0       | 0           | 0          | 0          | 0          | 0           | 0          | 0        | 0      | 0           | 0          |
| R. Kriwak      | 0        | 0       | 0           | 0          | 17         | 2          | 1           | 0          | 17       | 2      | 1           | 0          |
| M. Kröpfl      | 2        | 0       | 0           | 0          | 11         | 0          | 0           | 0          | 13       | 0      | 0           | 0          |
| J. Lemmerer    | 0        | 0       | 0           | 0          | 0          | 0          | 0           | 0          | 0        | 0      | 0           | 0          |
| S. Paintsil    | 2        | 0       | 0           | 0          | 11         | 0          | 0           | 0          | 13       | 0      | 0           | 0          |
| M. Pfeifer     | 0        | 0       | 0           | 0          | 6          | 0          | 1           | 0          | 6        | 0      | 1           | 0          |
| D. Prokop      | 0        | 0       | 0           | 0          | 5          | 1          | 0           | 0          | 5        | 1      | 0           | 0          |
| R. Providence  | 0        | 0       | 0           | 0          | 13         | 3          | 4           | 0          | 13       | 3      | 4           | 0          |
| M. Pußwald     | 0        | 0       | 0           | 0          | 0          | 0          | 0           | 0          | 0        | 0      | 0           | 0          |
| T. Rotter      | 0        | 0       | 0           | 0          | 9          | 0          | 3           | 0          | 9        | 0      | 3           | 0          |
| R. Sallinger   | 1        | 0       | 0           | 0          | 10         | 0          | 0           | 0          | 11       | 0      | 0           | 0          |
| M. Sangare     | 0        | 0       | 0           | 0          | 5          | 0          | 0           | 0          | 5        | 0      | 0           | 0          |
| M. Schantl     | 0        | 0       | 0           | 0          | 0          | 0          | 0           | 0          | 0        | 0      | 0           | 0          |
| M. Sellinger   | 0        | 0       | 0           | 0          | 0          | 0          | 0           | 0          | 0        | 0      | 0           | 0          |
| M. Sonnleitner | 2        | 0       | 1           | 0          | 14         | 0          | 1           | 0          | 16       | 0      | 2           | 0          |
| M. Steinwender | 2        | 1       | 0           | 0          | 15         | 0          | 2           | 0          | 17       | 1      | 2           | 0          |
| P. Sturm       | 1        | 0       | 0           | 0          | 4          | 0          | 0           | 0          | 5        | 0      | 0           | 0          |
| R. Swete       | 1        | 0       | 0           | 0          | 12         | 0          | 3           | 0          | 13       | 0      | 3           | 0          |
| D. Tadić       | 2        | 0       | 0           | 0          | 21         | 6          | 0           | 0          | 23       | 6      | 0           | 0          |
| F. Wilfinger   | 0        | 0       | 0           | 0          | 0          | 0          | 0           | 0          | 0        | 0      | 0           | 0          |